# Happy End (альбом, 1970)
Happy End (яп. はっぴいえんど Хаппи: Эндо) — дебютный студийный альбом японской фолк-рок-группы Happy End, выпущенный 5 августа 1970 года. Поскольку название третьего альбома группы то же самое, только написанное латиницей, данный альбом также известен как Yumeden (яп. ゆでめん Юмэдэн), по слову на вывеске на обложке альбома.
Пять бонусных композиций были включены в альбом, когда он вошёл в сборник Happy End Box, изданный 31 марта 2004 года.

## Об альбоме
Пластинка ознаменовала важный поворотный момент в истории японской музыки, поскольку вызвала так называемый «спор о японоязычном роке» (яп. 日本語ロック論争 нихонго рокку ронсо:). Между известными деятелями японской рок-индустрии, в первую очередь участниками Happy End и Юей Утидой, происходили дебаты по поводу того, является ли исполнение рок-музыки на японском языке состоятельным. До этого почти весь рок в Японии исполнялся на английском. Успех дебютного альбома Happy End и последующего, Kazemachi Roman, доказал состоятельность японоязычного рока в стране.
Британский музыкант и писатель Джулиан Коуп в книге Japrocksampler, посвящённой японскому року, назвал Happy End «очевидно, лучшей работой группы». Компания HMV Japan, как и Коуп, отметила сходство пластинки с творчеством Crosby, Stills, Nash & Young.
Песня «Shin Shin Shin» вдохновила создателей одноимённого фильма 2013 года.

## Список композиций
Автор слов ко всем песням, кроме отмеченных — Такаси Мацумото.
| №  | Название                                                                                | Текст песни | Музыка         | Длительность |
| -- | --------------------------------------------------------------------------------------- | ----------- | -------------- | ------------ |
| 1. | «Haruyo Koi» (春よ来い, «Весна, приди»)                                                 |             | Эйити Отаки    | 4:17         |
| 2. | «Kakurenbo» (かくれんぼ, «Прятки»)                                                      |             | Отаки          | 4:32         |
| 3. | «Shin Shin Shin» (しんしんしん, «Свежевыпавший снег»)                                   |             | Харуоми Хосоно | 3:06         |
| 4. | «Tobenai Sora» (飛べない空, «Нелётное небо»)                                            | Хосоно      | Хосоно         | 2:44         |
| 5. | «Kataki—Thanatos o Sōkiseyo!» (敵タナトスを想起せよ!, «Помни своего врага — Танатоса!») |             | Хосоно         | 3:00         |

| №   | Название                                                                              | Текст песни | Музыка | Длительность |
| --- | ------------------------------------------------------------------------------------- | ----------- | ------ | ------------ |
| 6.  | «Ayakashi no Dōbutsuen» (あやか市の動物園, «Городской зоопарк „Аяка“»)                |             | Хосоно | 2:48         |
| 7.  | «Juuni Gatsu no Ame no hi» (12月の雨の日, «Дождливый декабрьский день»)               |             | Отаки  | 3:27         |
| 8.  | «Ira Ira» (いらいら, «Нервозность»)                                                   | Отаки       | Отаки  | 3:15         |
| 9.  | «Asa» (朝, «Утро»)                                                                    |             | Отаки  | 2:29         |
| 10. | «Happy End» (はっぴいえんど, «Счастливый конец»)                                      |             | Хосоно | 3:26         |
| 11. | «Zoku Happppy Eeeend» (続はっぴ-いいえ-んど, «Продолжение счастли-и-ивого ко-о-онца») |             | Хосоно | 2:20         |

| №   | Название                                                                                   | Длительность |
| --- | ------------------------------------------------------------------------------------------ | ------------ |
| 12. | «Juuni Gatsu no Ame no hi (Unreleased Version)» (十二月の雨の日 （未発表ヴァージョン）)    | 3:41         |
| 13. | «Juuni Gatsu no Ame no hi (Single Version)» (十二月の雨の日 （シングル・ヴァージョン）)    | 3:19         |
| 14. | «Ira Ira (Long Fade-out Edit)» (いらいら （ロング・フェイド・アウト・エディット）)         | 3:32         |
| 15. | «Asa (Take 3)» (朝 （テイク3）)                                                            | 2:32         |
| 16. | «Tegami ("Kaze wo Atsumete" Rehearsal Take)» (手紙 （「風をあつめて」リハーサル・テイク）) | 2:16         |

## Участники записи
Данные взяты из буклета к Happy End.
- Харуоми Хосоно — вокал, бас-гитара, клавишные, гитара
- Эйити Отаки — вокал, гитара, двенадцатиструнная гитара
- Сигэру Судзуки — соло-гитара, челеста
- Такаси Мацумото — ударные
- Эйдзи Огура — двенадцатиструнная гитара, хлопанье в ладоши